# Bilder från Fryksdalen (Gösta Berlings land)
Bilder från Fryksdalen (Gösta Berlings land) je švédský němý film z roku 1907. Producentem je Charles Magnusson (1878–1948). Film měl premiéru 16. listopadu 1907 v kině Kronan v Göteborgu. Část filmu je zachována v archivu Švédské televize.